# Cymothoe excelsior
Cymothoe excelsior är en fjärilsart som beskrevs av Frans G.Overlaet. Cymothoe excelsior ingår i släktet Cymothoe och familjen praktfjärilar. Inga underarter finns listade i Catalogue of Life.